# 圣安娜高等研究学校
圣安娜高等研究学校（意大利语：Scuola Superiore di Studi Universitari e di Perfezionamento Sant'Anna，SSSA）是一所特殊法规、高度选择性的公立研究型大学，位于意大利托斯卡纳大区比萨，比萨大学系统三校之一。

## 简介
圣安娜高等研究学校是几所仿照比萨高等师范学校（意大利语也称为Scuola Normale）的机构的后代。比萨高等师范学校成立于1810年，根据拿破仑的法令，最初作为巴黎高等师范学院的一个分支机构。
圣安娜高等研究学校根据1987年2月14日的法律正式成立。
该校本科生通过严格的笔试和口试公开考试选拔，录取率约5%。他们都获得了政府资助的全额奖学金，包括住宿、食堂、研究和旅行补助金。